# 그리스 암흑기
그리스 암흑기(기원전 1200년경~ 기원전 800년경)는 이전에 그리스 역사의 두 연속적인 시기로 간주되었다: 궁전 시대 이후 청동기 시대(기원전 약 1180–1050년)와 선사 철기 시대 또는 초기 철기 시대(기원전 약 1050–800년). 후자는 원기하학부터 중기 기하학까지의 모든 도자기 단계를 포함했으며 기원전 800년경 역사 철기 시대가 시작될 때까지 지속되었다. 현재 그리스 암흑기라는 용어는 폐기되고 있으며, 두 시기 모두 "암흑"으로 간주되지 않는다.
궁전 시대 이후 청동기 시대 초기에, 이른바 후기 청동기 시대의 붕괴가 기원전 1200-1150년경 동부 지중해 세계에서 발생하여 미케네 문명의 대궁전과 도시들이 파괴되거나 버려졌다. 거의 같은 시기에 히타이트 문명도 심각한 혼란을 겪었으며, 트로이에서 가자에 이르는 도시들이 파괴되었다. 이집트에서는 이집트 신왕국이 혼란에 빠져 이집트 제3중간기로 이어졌다. 붕괴 이후 정착지는 더 적고 작아졌으며, 이는 광범위한 기근과 인구 감소를 시사한다. 그리스에서는 미케네 관료들이 그리스어를 기록하는 데 사용했던 선형문자 B가 더 이상 사용되지 않았고, 그리스 문자는 기원전 800년경 선사 철기 시대가 시작될 때까지 발전하지 않았다.

## 궁전 시대 이후 청동기 시대
미케네 궁전들은 기원전 1200년경부터 종말을 맞기 시작했으며, 수십 년 후에 과정이 완료되었다. 이는 궁전 권위와 행정을 거부하는 도시 내부의 긴장 때문이었으며, 선형문자 B의 소멸과 궁전 건축에서 분명히 나타난다. 보이오티아현 지역에서는 오르코메노스, 글라, 테베 (그리스)와 같은 미케네 폴리스들 사이의 갈등도 있었다. 비록 테베와 엘레온이 후기 헬라딕 IIIC 중기(기원전 약 1170–1100년)에 다른 주변 소규모 유적지들도 흥성하기 시작했을 때 중요한 재점유 패턴을 보였지만, 궁전은 예술과 매장 풍습과 함께 사라졌다.
한편, 에비아섬의 레프칸디 유적지는 이 궁전 시대 이후(기원전 1200–1050년)에 급격히 성장하여 해상 교통이 활발한 이중 만을 가지고 있어 중요한 장소가 되었다. 또한, 아카이아인이 키프로스 하위 미케네 시대(기원전 약 1100–1050년)와 시리아 해안의 알-미나에 새롭게 존재했다는 증거가 나타났다. 그러나 그리스어 사용자는 기원전 13세기 후반에서 11세기에 키프로스에 도착했지만, 섬을 식민지화하지 않고 "주변부에서 핵심부로의 경제 및 문화적 이민자"로 사회에 통합되었다.

## 초기 철기 시대
이어지는 선사 또는 초기 철기 시대(기원전 1050–800년)에는 1000명 이상의 인구를 가진 네 개의 중심지가 있었다: 레프칸디, 아테네, 아르고스, 그리고 크노소스. 이들은 또한 사회정치적 복잡성을 특징으로 했으며, 더 넓은 지역에서는 아니지만 지역적으로 계층 구조가 나타났다. 기원전 1050년경 이후 그리스 도자기의 장식은 미케네 시대의 비유적인 장식이 부족하며, 더 단순하고 일반적으로 기하학적인 양식으로 제한되었다: 초기 원기하학(기원전 1050–1000년), 중기 원기하학(기원전 1000–950년), 후기 원기하학(기원전 950–900년), 초기 기하학(기원전 900–850년), 그리고 중기 기하학(기원전 850–800년). 토머스 R. 마틴은 기원전 950년과 750년 사이에 그리스인들이 미케네인들이 사용했던 선형문자 B 대신 페니키아인의 문자를 사용하여 다시 글쓰는 방법을 배웠으며, 모음을 문자로 도입하는 근본적인 혁신을 이루었다고 생각한다. "그리스어 알파벳은 결국 오늘날 영어에 사용되는 알파벳의 기초를 형성했다."
이전에는 이 시기 동안 그리스 본토와 외국 세력 사이의 모든 접촉이 끊어져 문화적 진보나 성장이 거의 없다고 생각되었다. 그러나 고고학자 알렉스 노델은 1980년대 에비아섬의 레란티네 평원에 있는 레프칸디 유적지에서 발굴된 초기 철기 시대 유물들이 "일부 그리스 지역이 전통적으로 생각했던 것보다 훨씬 더 부유하고 넓게 연결되어 있었음을 드러냈는데, 거대한 건물과 인접한 묘지가 키프로스, 이집트, 레반트와의 연결을 엘리트 지위와 권위의 상징으로 보여주었기 때문이다. 이는 이전 시기와 마찬가지였다"고 말하며, 이는 기원전 900년경부터 동방, 특히 레반트 해안과의 중요한 문화 및 무역 관계가 발전했음을 보여준다.
암흑기 그리스인들의 삶은 고달팠고, 이 시기의 주요 결과 중 하나는 옛 미케네 경제 및 사회 구조의 해체였으며, 엄격한 계급 계층과 세습 통치도 잊혀졌다. 새로운 사회정치적 제도로의 점진적인 교체는 결국 기원전 5세기 아테네에서 민주주의가 부상하는 계기가 되었다. 암흑기 이후 고전 고대로의 전환을 나타내는 주목할 만한 사건으로는 기원전 776년의 첫 고대 올림픽과 호메로스의 서사시 일리아스와 오디세이아의 작성이 포함된다.

## 지중해 전쟁과 바다 민족

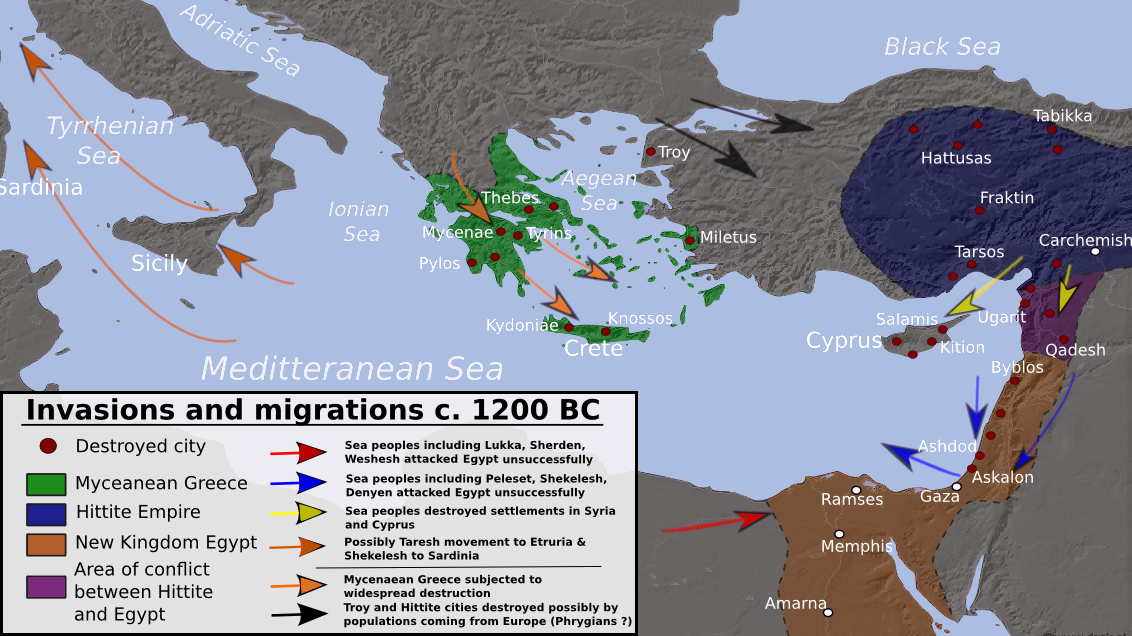
후기 청동기 시대의 붕괴 시기(기원전 c. 1200년) 동부 지중해의 침략, 파괴 및 인구 이동 지도

청동기 시대 붕괴에서 미케네 문명의 몰락은 도리아족 또는 바다 민족의 침략 때문으로 여겨졌으나, 바다 민족은 붕괴로 인해 결집된 해적단이었을 수 있으며, 룩카와 같은 민족에서 온 선원, 노동자, 용병 등 기원이 다양했을 수 있으며, 반드시 또는 배타적으로 아카이아인(에크웨시)은 아니었다.
이 무렵, 기원전 1200-1150년경, 동부 지중해 여러 지역에서 대규모 반란이 일어났다. 2013년에 조나단 홀은 다음과 같이 기술했다: "[T]he collapse of the political and economic system centered on the Mycenaean palaces provoked a climate of instability and insecurity and [s]ome people – whether for reasons of safety or economic necessity – decided to abandon their former homes and seek a living elsewhere."

## 문화

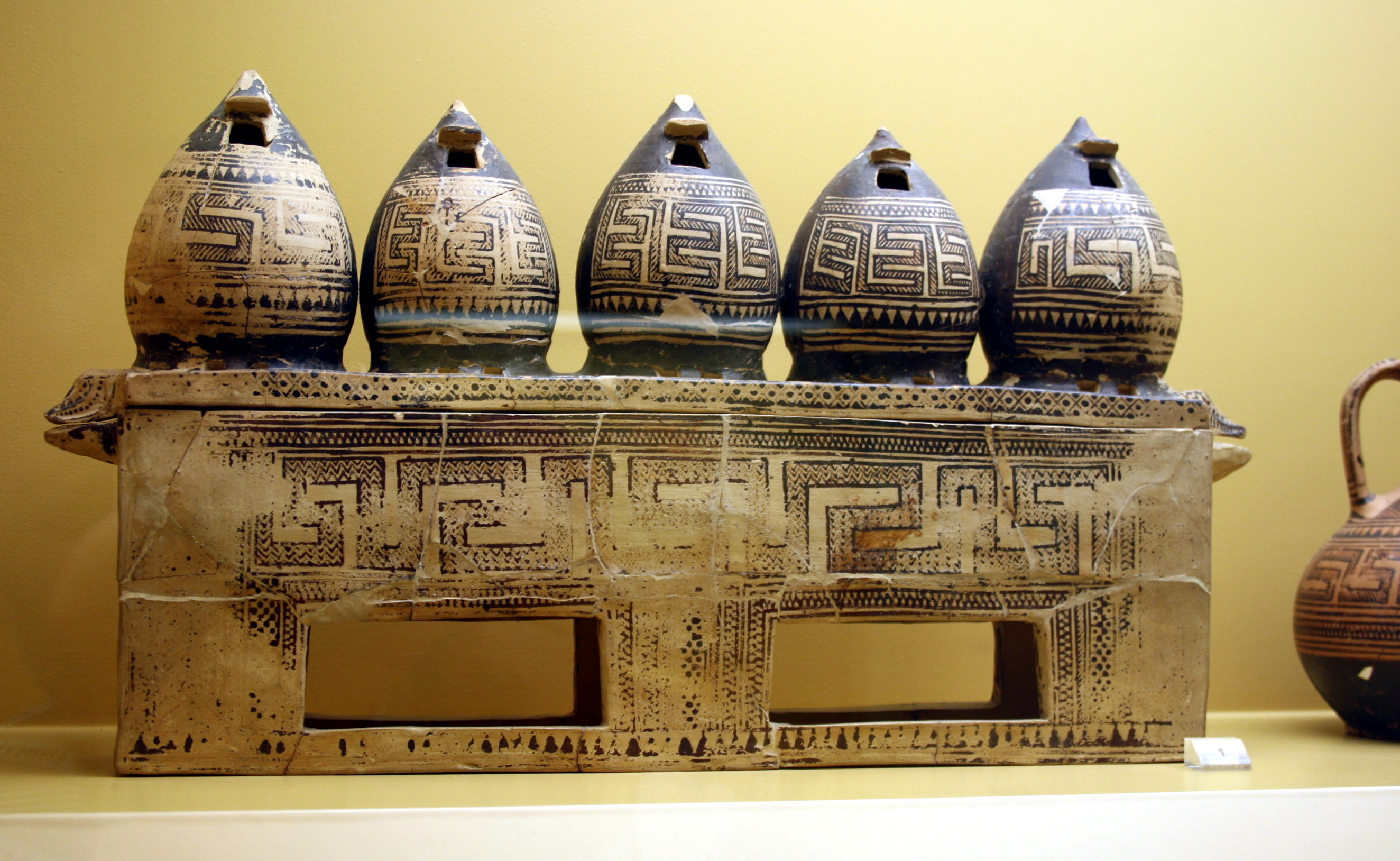
헛간 모양의 기하학 양식 상자. 아테네의 고대 아고라 박물관, 아탈로스의 스토아에 전시됨. 부유한 임산부의 초기 기하학 양식 화장 매장지에서 출토, 기원전 850년.

궁전 중심지의 붕괴와 함께 더 이상 기념비적인 석조 건물이 지어지지 않았고, 벽화 관행도 중단되었을 수 있다. 선형문자 B 문자는 더 이상 사용되지 않았고, 도시와 마을이 버려지면서 중요한 무역 연결고리가 상실되었다. 선형문자 B 문자 사용의 종식은 특히 재분배 재분배경제의 붕괴 때문이었는데, 더 이상 상업에 대한 기록을 보관할 필요가 없었기 때문이다. 그리스의 인구는 감소했다. 조직화된 국가 군대, 왕, 관리, 재분배 시스템의 세계는 사라졌다. 이 시기에 대한 대부분의 정보는 매장 유적지와 그 안에 포함된 껴묻거리에서 얻어진다.
새롭게 등장한 분열되고 지역화되고 자율적인 문화들은 문화적, 미학적 응집력이 부족했으며, 도자기 양식(예: 아테네에서는 보수적, 크노소스에서는 절충적), 매장 관행, 정착지 구조 등 물질문화의 다양성이 특징이다. 원기하학 양식의 도자기는 이전 디자인보다 양식적으로 더 단순했으며, 선과 곡선으로 특징지어졌다. 한편, "암흑기 사회"에 대한 일반화는 단순화로 간주된다. 그 당시 그리스 전역의 다양한 문화들을 단일한 "암흑기 사회" 범주로 묶을 수 없기 때문이다.
원형 무덤은 초기 철기 시대 테살리아와 크레타에서 발견되지만, 일반적으로 다른 지역에서는 발견되지 않는다. 그리고 화장 (장례)은 아티키에서는 지배적인 의식이었지만, 인근 아르고스에서는 매장이었다. 아르고스나 크노소스와 같은 일부 미케네 궁전 유적지는 계속 점유되었다. 다른 유적지들이 버려지기 전 한두 세대 동안 확장적인 "황금기"를 경험했다는 사실은 제임스 휘틀리가 개인적인 카리스마에 기반을 둔 본질적으로 불안정한 "빅맨 사회 조직"과 연관시켰다. 그는 레프칸디를 이러한 관점에서 해석한다.
그리스의 일부 지역, 예를 들어 아티키, 에비아, 중앙 크레타는 다른 지역보다 이러한 사건에서 경제적으로 더 빨리 회복했지만, 일반 그리스인들의 삶은 수세기 동안 그랬듯이 비교적 변함이 없었다. 여전히 농업, 직조, 금속 세공, 도자기가 있었지만 생산 수준은 낮았고 지역 스타일로 지역적으로 사용되었다. 기원전 1050년 원기하학 양식(기원전 1050년 – 900년)이 시작되면서 몇 가지 기술 혁신이 도입되었는데, 우수한 도자기 형태를 위한 더 빠른 물레와 완벽한 원과 반원을 장식에 그리기 위한 컴퍼스 사용 등이 그것이다. 더 높은 온도로 점토를 굽는 것을 통해 더 나은 유약이 달성되었다. 그러나 전반적인 경향은 더 단순하고 덜 복잡한 작품으로, 아름다운 예술 작품을 만드는 데 더 적은 자원이 투입되었다.
철 제련은 키프로스와 레반트에서 배웠으며, 미케네인들이 이전에 무시했던 현지 철광석 퇴적물을 사용하여 활용하고 개선되었다. 이제 날붙이는 덜 엘리트적인 전사들도 구할 수 있게 되었다. 비록 철의 보편적인 사용이 암흑기 정착지들 사이에서 공유된 특징 중 하나였지만, 단조된 철제 무기와 갑옷이 이전에 청동으로 주조되고 망치질된 것보다 강도가 우수해진 시점은 여전히 불확실하다. 1050년부터 많은 소규모 지역 철기 산업이 나타났고, 900년경에는 껴묻거리의 거의 모든 무기가 철로 만들어졌다.
역사 시대의 이오니아 그리스어 방언 분포는 본토 그리스에서 밀레토스, 에페소스, 콜로폰과 같은 아나톨리아 해안으로의 초기 이동을 나타내며, 이는 기원전 1000년경까지 거슬러 올라갈 수 있지만, 동시대 증거는 부족하다. 키프로스에서는 일부 고고학 유적지에서 식별 가능한 그리스 도자기가 나타나기 시작한다. 시리아 해안의 알-미나에는 에비아 그리스인 식민지가 설립되었고, 에게해 그리스 교환 네트워크의 부활은 크레타와 소아시아 해안의 사모스섬에서 발견된 기원전 10세기 아티키 원기하학 도자기를 통해 감지할 수 있다.
그리스 암흑기 시대의 종교는 청동기 시대 그리스 종교의 연속으로 여겨지며, 특히 영웅 숭배와 신들의 힘이 어떻게 귀속되었는지에 대한 개념이 계승되었다.

## 포스트-미케네 키프로스

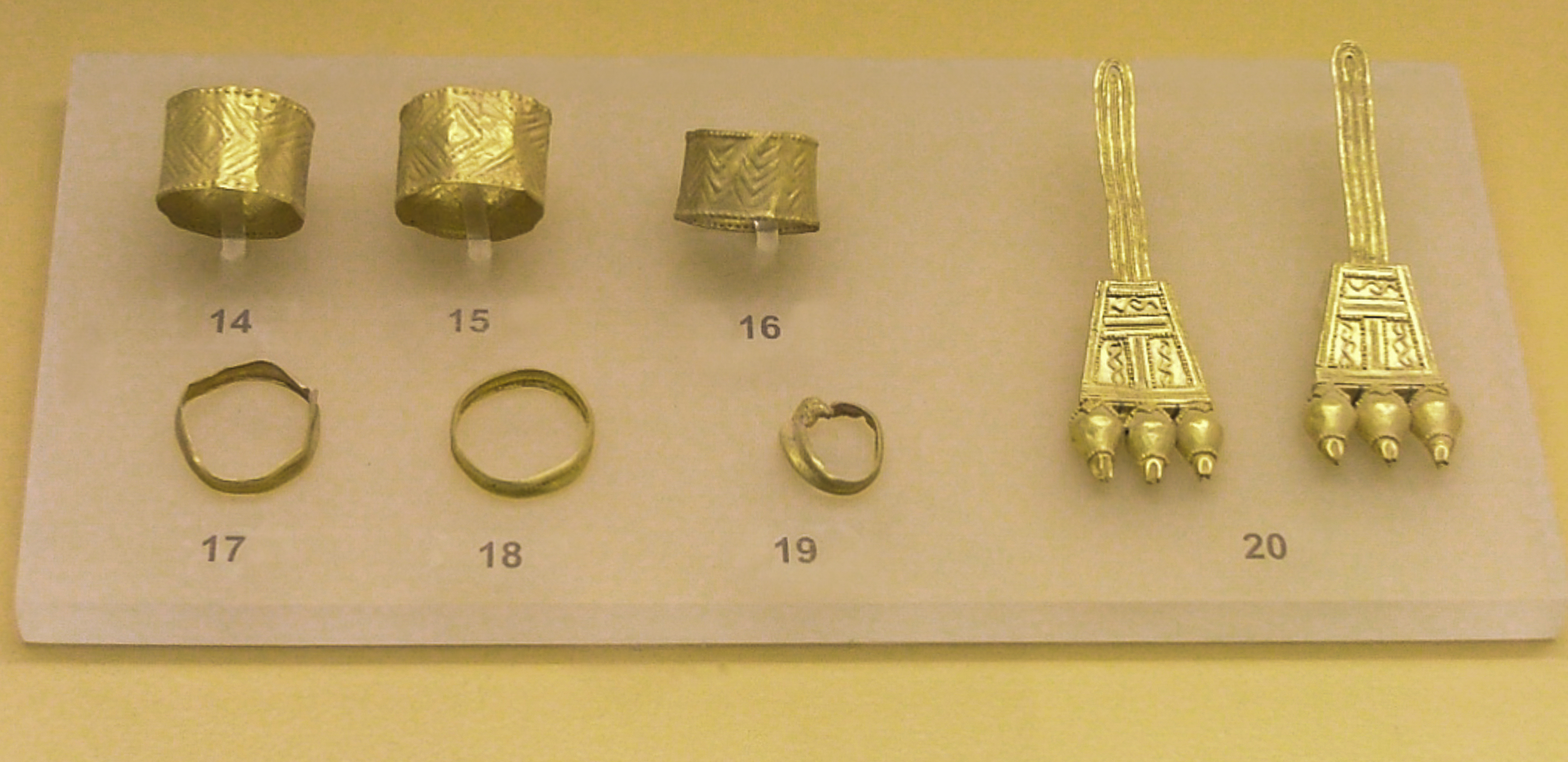
기원전 850년경 아레이오스 파고스 북서쪽에서 발견된 부유한 임산부의 초기 기하학 양식 화장 매장지 유물, 고대 아고라 박물관(아테네); 전시품 14–16: 넓은 금반지; 전시품 17–19: 금반지; 20: 사다리꼴 끝을 가진 금 귀걸이 한 쌍

키프로스는 펠라스고이족과 페니키아인이 혼합되어 살았으며, 이 시기에 첫 그리스 정착민들이 합류했다. 키프로스 도공들은 10세기와 9세기에 가장 우아한 새로운 도자기 양식인 "키프로-페니키아" "검은색 바탕에 붉은색" 양식의 작은 병과 주전자를 만들었는데, 이들은 귀한 내용물, 아마도 향유를 담았을 것이다. 이것은 독특한 그리스 에비아 도자기와 함께 널리 수출되어 기원전 11세기 후반과 10세기에 티레를 비롯한 레반트 유적지와 내륙 깊숙한 곳에서도 발견된다. 키프로스 금속 세공품은 크레타와 교환되었다.

## 사회
이 시기의 그리스는 아마도 친족 집단과 오이코이 또는 가구에 의해 조직된 독립적인 지역으로 나뉘었을 것이며, 이는 나중에 폴리스의 기원이 된다. 대부분의 그리스인은 고립된 농가에서 살지 않고 작은 정착지에 거주했다. 역사 시대가 시작된 2~300년 후에 각 가족의 주요 경제 자원은 오이코스의 조상 토지인 클레로스 또는 할당지였을 가능성이 높다. 이것 없이는 남자는 결혼할 수 없었다.
펠로폰네소스반도의 니코리아와 같은 암흑기 공동체 발굴은 청동기 시대 마을이 기원전 1150년에 버려졌다가 기원전 1075년경 작은 마을 집단으로 재부상했음을 보여준다. 이때 약 40가구만이 살았고, 좋은 농경지와 소를 위한 목초지가 풍부했다. 능선 꼭대기에서 발견된 기원전 10세기 건물 잔해는 메가론을 포함하여 이곳이 추장의 집이었을 것이라는 추측으로 이어졌다. 이것은 주변 건물보다 큰 구조였지만, 여전히 같은 재료(진흙 벽돌과 초가지붕)로 만들어졌다. 아마도 종교적으로 중요한 장소이자 공동 식량 저장 공간이었을 수도 있다. 암흑기에도 고위층 인물은 존재했지만, 그들의 생활 수준은 마을의 다른 사람들보다 크게 높지 않았다.

## 레프칸디 매장지
에비아섬의 레프칸디는 후기 청동기 시대의 번성했던 정착지였으며, 아마도 옛 에레트리아와 동일시될 수 있을 것이다. 미케네 문화의 붕괴로부터 빠르게 회복되었고, 1981년 발굴자들이 매장지에서 그리스에서 알려진 가장 큰 기원전 10세기 건물을 발견했다. 때로는 "헤로온"이라고 불리는 이 길고 좁은 건물은 50미터에 10미터, 즉 약 164피트에 33피트 크기로 두 개의 매장 수갱을 포함하고 있었다. 한 수갱에는 네 마리의 말이 놓여 있었고, 다른 수갱에는 철제 무기와 함께 화장된 남성과 금 장신구로 화려하게 장식된 매장된 여성이 들어 있었다.
남성의 뼈는 키프로스산 청동 항아리에 담겨 있었는데, 주조된 가장자리에는 사냥 장면이 새겨져 있었다. 여성은 머리에 금 고리, 반지, 금 가슴판, 가보 목걸이, 매장되기 200~300년 전에 만들어진 정교한 키프로스 또는 근동 목걸이, 그리고 머리맡에 상아 손잡이 단검으로 치장되어 있었다. 말들은 희생된 것으로 보이며, 일부는 입에 철제 재갈이 박혀 있었다. 건물이 매장을 위해 세워진 것인지, 아니면 무덤 속의 "영웅" 또는 지역 족장이 화장된 후 그의 웅장한 집에 묻힌 것인지를 보여주는 증거는 남아 있지 않다. 어느 쪽이든, 건물은 곧 철거되었고 잔해는 벽 스텀프 위에 대략 원형의 봉분을 형성하는 데 사용되었다.
이 시기부터 기원전 820년경까지, 지역 사회의 부유한 구성원들은 건물의 동쪽 끝 가까이에 화장되어 매장되었는데, 기독교인들이 성인의 무덤 가까이에 묻히기를 원하는 방식과 매우 유사했다. 80개 이상의 추가 매장지에서 눈에 띄는 수입품의 존재는 레프칸디의 다른 인근 묘지들과 대조되며, 지속적인 엘리트 전통을 증명한다.

## 끝

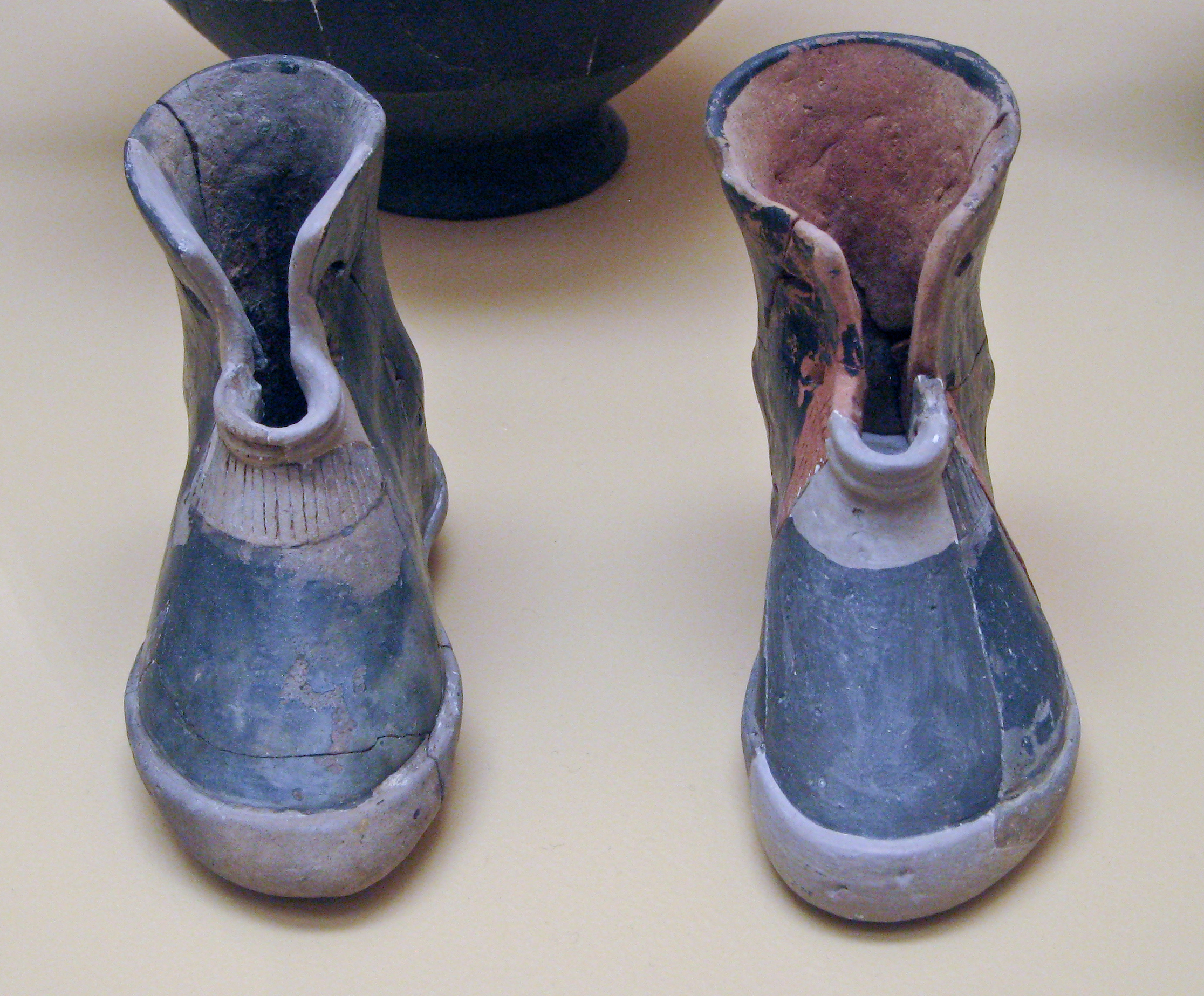
고대 그리스 테라코타 부츠 한 쌍. 기원전 900년 여성의 초기 기하학 시대 화장 매장지. 아테네의 고대 아고라 박물관.

많은 유적지의 고고학 기록은 기원전 8세기 초까지 그리스의 경제 회복이 활발히 진행되고 있었음을 보여준다. 아테네의 케라메이코스나 레프칸디와 같은 묘지와 올림피아, 최근에 델포이나 거대한 독립형 신전 중 첫 번째인 헤라이온 (사모스)와 같은 성소에는 호박 (화석)과 상아를 포함한 이국적인 재료로 만든 근동, 이집트, 이탈리아산 물품 등 풍부한 봉헌품이 비치되었다. 그리스 도자기 수출은 알-미나와 같은 유적지에서 레반트 해안과의 접촉과 로마 북부 빌라노바 문화 지역과의 접촉을 보여준다.
도자기 장식은 더욱 정교해졌고 형상화된 장면을 포함하게 되었는데, 이는 호메로스 서사시의 이야기와 유사하다. 철제 도구와 무기는 개선되었다. 다시 시작된 지중해 무역은 다양한 정교한 청동 물품을 만드는 데 필요한 새로운 구리와 주석 공급을 가져왔는데, 예를 들어 아킬레우스가 파트록로스를 위해 거행한 장례 경기에서 상품으로 제공된 삼각대 받침대와 같은 것들이 있다. 에비아 외의 다른 그리스 해안 지역들도 다시 동부 및 중앙 지중해의 상업 및 문화 교류에 적극적으로 참여했으며, 공동체는 초기 시대의 단일 바실레우스나 족장이 아닌 귀족 엘리트 집단에 의한 통치 체제를 발전시켰다.

## 새로운 문자 체계
기원전 8세기 초까지, 새로운 그리스 문자 체계는 페니키아 문자를 직접 경험한 그리스인에 의해 채택되었다. 그리스인들은 페니키아인이 사용하던 셈어인 페니키아어를 기록하는 데 사용된 아브자드를 개조하여 특히 모음 소리를 위한 문자를 도입함으로써 최초의 진정한 알파벳 문자 체계를 만들었다. 새로운 알파벳은 지중해 전역으로 빠르게 퍼져나갔고, 그리스어뿐만 아니라 프리기아어 및 동부 지중해의 다른 언어를 기록하는 데 사용되었다. 그리스가 시칠리아와 이탈리아(피테쿠사이, 쿠마이) 서쪽으로 식민지를 건설하면서, 새로운 알파벳의 영향력은 더욱 확장되었다.
피테쿠사이(이스키아)의 무덤에서 발견된, "네스토르의 잔"을 언급하는 몇 줄의 그리스 문자가 새겨진 에비아 도자기 유물은 기원전 730년경으로 거슬러 올라간다. 이는 일리아스에 대한 가장 오래된 서면 기록으로 보인다. 에트루리아인들은 이 혁신으로부터 이득을 얻었다. 고대 이탈리아 문자 변형은 8세기부터 이탈리아 전역으로 퍼져나갔다. 다른 알파벳 변형은 렘노스 석비와 소아시아 알파벳에 나타난다. 이전 선형 문자는 완전히 버려지지 않았다. 선형문자 A에서 파생된 키프로스 음절문자는 헬레니즘 시대까지 키프로스의 아르카도키프로스 그리스어 및 에테오키프로스어 비문에서 사용되었다.

## 연속성 이론
일부 학자들은 그리스 암흑기 개념에 반대하는데, 이는 비문이 없어 침묵했던(따라서 "암흑") 시기에 고고학적 증거가 부족했던 것은 역사의 사실이라기보다는 우연한 발견 때문이라는 이유에서이다. 제임스 휘틀리는 다음과 같이 말했다: "그리스 암흑기는 우리의 개념이다. 이는 선행하고 계승했던 두 개의 문명화된 사회, 즉 관료적이고 궁전 중심이었던 미케네 그리스와 혼란스럽고 창조적이었던 고졸기 그리스 문명에 대한 우리의 지식에 의해 강하게 채색된 개념이다."

## 같이 보기
- 중세 암흑시대